# Иудейские войны
Иудейские войны — восстания евреев против власти Селевкидов и затем римлян, борьба за независимое государство в период I в. до н. э. — II в. н. э.

## Древние войны евреев
Утверждение еврейских племен в Ханаане проходило в жестокой и длительной борьбе с древнейшими обитателями этой земли, хананеями — семитами, говорившими на языке, близком еврейскому. Одновременно евреям приходилось отбиваться от наступающих из пустыни кочевников. Подчинить своему влиянию ханаанскую землю пытались хетты и Египет. Опасность сплотила еврейские племена и ускорила процесс превращения союза племен в государство. В XIII веке до н. э. в Иудею вторглись филистимляне, участники переселения «народов моря» — разнообразных по происхождению племен, уничтоживших могущественную Хеттскую державу и заставивших Египет защищаться от их натиска. Таким образом, земля Ханаан на некоторое время избавилась от тягостного внимания соседних великих держав, что и позволило создать в Иудее довольно сильное государство — Израильское царство. Время его существования — самая любимая для еврейского народа страница его истории, его золотой век.
12 колен (племен) Израиля объединились для борьбы против филистимлян, сумевших закрепиться на плодородной прибрежной полосе. Своим царем израильтяне избрали Саула из колена (рода) Вениамина (около 1030 г. до н. э.). Саул одержал ряд побед над филистимлянами. Но затем начались неудачи, вызванные претензиями на власть со стороны честолюбивого и умного Давида из колена Иуды. Когда Саул и его сыновья погибли в битве с филистимлянами, царем был избран зять Саула Давид (около 1000 г. до н. э.). Он изгнал завоевателей из страны, подчинил последние независимые ханаанские города-государства и в 995 г. до н. э. взял их неприступный, расположенный на скале город Иерусалим. Этот город стал столицей его государства, границы которого значительно расширились. Давид контролировал теперь всю торговлю между Египтом и Междуречьем. При нем Иерусалим стал не только политическим, но и религиозным центром Израиля.
Библия рассказывает, что у Давида было многочисленное и сварливое потомство, с которым старый царь никак не мог справиться. Уже при его жизни при дворе начались интриги и борьба за власть. После смерти Давида его младший сын Соломон, убив брата и его приверженцев, в 965 г. до н. э. стал царём Израиля. Соломон оказался энергичным правителем и ловким дипломатом. Получив в наследство богатое и сильное государство, он приумножил его мощь. Соломон заключил союз с Египтом и Финикией, установил контроль над Акобским заливом в Красном море, построил там гавань и вместе с финикийцами занялся морской торговлей. По всей стране возводились мощные крепости, а в Иерусалиме были построены царский дворец и Иерусалимский Храм. Грандиозное для небольшой страны строительство, многочисленное чиновничество и наёмное войско требовали больших средств. При Соломоне в царстве Израиль вводится единая налоговая система, десятина и трудовые повинности. Колено Иуды, откуда происходили Давид и Соломон, получило ряд привилегий, что вызвало недовольство других племен. К тому же Египет, не желавший усиления государства Израиль, начал оказывать помощь всем его противникам. В 928 г. до н. э. после смерти Соломона единое государство Израиль распадается на два независимых и постоянно враждующих друг с другом царства: южное — Иудею и северное, — сохранившее название Израиль.
Распад страны совпал с наступлением соседних крупных держав, которое закончилось катастрофой для еврейского народа. В 722 г. до н. э. ассирийский царь Саргон II захватил столицу Израиля Самарию, разорил город и увел в Ассирию значительную часть населения государства. Израильское царство навсегда сошло с исторической арены, а уведенные в плен без следа растворились среди населения Ассирийской державы. Иудея осталась в стороне от ассирийского нашествия и сохранила свою независимость. В VII в. до н. э. Ассирия начинает слабеть, и в Иудейском царстве появляется надежда на восстановление былого могущества. Но по следам Ассирии пошли сначала Египет, а затем Вавилония. В 586 г. до н. э. нововавилонский царь Навуходоносор II взял столицу Иудеи Иерусалим, разрушил храм Бога Яхве и значительную часть населения увел в Вавилонию. Так началось знаменитое «вавилонское» пленение. Иудеи, переселенные в Вавилонию, не утратили своей национальности, как это случилось с уведенными в Ассирию израильтянами, прежде всего потому, что изгнание не было долгим. Уже в 538 г. до н. э. персидский царь Кир II после взятия им Вавилона разрешил иудеям вернуться на родину.
Вся последующая история еврейского народа — это бесконечная ожесточенная борьба за независимость. После завоевания персидской державы Александром Македонским Иудея вошла в состав его государства, а затем попеременно становилась добычей то птолемеевского Египта, то правителей державы Селевкидов.

## Восстание I в. н. э. и разрушение Иерусалима (66—71)

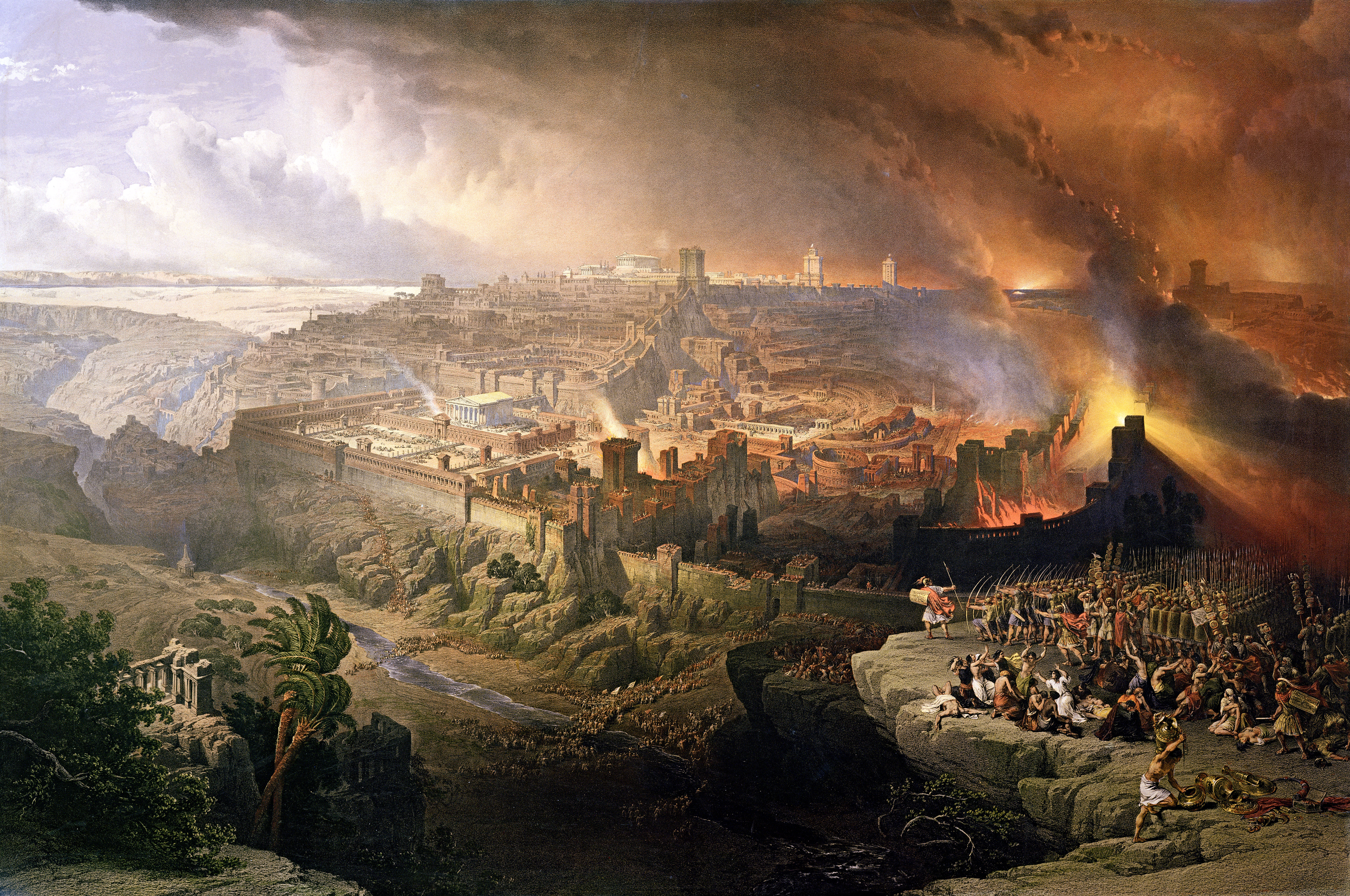
Осада и разрушение Иерусалима римлянами под командованием Тита, 70 год. Дэвид Робертс, масло, 1850

Восстание 66—71 годов описано Иосифом Флавием, впервые применившим к нему название Иудейские войны.
Вызванное притеснениями корыстолюбивого Гессия Флора, назначенного при Нероне правителем Иудеи, и поджигаемое фанатизмом ревнителей-зелотов, восстание охватило всю Палестину и соседние области Египта и Сирии; в Александрии, Дамаске и других городах шли убийства и уличные битвы, в которых гибли десятки тысяч человек. Правитель Сирии, Гай Цестий Галл, двинулся к Иерусалиму для подавления мятежа, но, отбитый Симоном (Шимоном) бар Гиорой, должен был отступить и во время отступления потерпел тяжёлый урон. Евреи восстановили теократическое правление; во главе восставших стоял первосвященник Анна, среди предводителей выделялись Иосиф бен Матитьягу (Иосиф Флавий), областной военачальник Галилеи, и Иоанн Гискальский. На смену Цестию прислан был Веспасиан, собравший в Антиохии 60 тыс. римских и союзнических воинов. После долгой осады он взял город Иотапату (Йодфат), стоящий между Птолемаидой и Тивериадой; при этом погибло 40 тыс. иудеев, многие сами лишили себя жизни; к числу сдавшихся принадлежал и Иосиф.
Другие города Галилеи потерпели вскоре ту же участь, и уцелевшие отряды зелотов поспешили укрыться в Иерусалиме, где начались сильные партийные раздоры. Партия умеренных была заподозрена в расположении к римлянам и лишилась всякого влияния; зелоты убили Анну и других вождей умеренной партии и, призвав в Иерусалим идумеян, устроили террористическое управление. Среди них самих вскоре произошёл раскол: вокруг Симона бар Гиоры собралась партия простого народа, вокруг Иоанна Гискальского — образованные классы; третья партия с Элеазаром во главе назвалась священнической.
В 70 году сын Веспасиана Тит по поручению отца осадил Иерусалим. Иудеи мужественно защищались; в городе начался сильный голод, и уже в первые месяцы осады от него погибло 115 880 человек. После сопровождавшегося страшной резнёй и разрушениями взятия города Тит отправился в Рим, где отпраздновал великолепный триумф; в числе пленных, шедших за колесницей триумфатора, были вожди инсургентов Иоанн и Симон.
Иоанн был брошен в темницу, где и умер, а Симон был казнён. В Палестине после взятия Иерусалима война ещё продолжалась с тем же ожесточением с остатками радикального крыла зелотов сикариев; последней пала Массада. Когда стены крепости были так сильно повреждены, что час от часу ожидалось их падение, сикарии сожгли свои дома и сокровища, убили жен и детей своих и себя. В течение всей войны, по словам древних писателей, было убито 600 тыс. человек; число погибших от голода, проданных в рабство и т. д. не определяется, но оно было громадно. Римляне так презирали иудейский народ, что ни Веспасиан, ни Тит не захотели принять титул Judaicus («победитель иудеев»). Только надписи на монетах, выбитых в честь победы, говорили о «покорённой Иудее». Палестина была разделена на участки и роздана или распродана новым поселенцам; подать, которую иудеи платили в Иерусалимский храм, они теперь должны были платить новопостроенному храму Юпитера Капитолийского. Управление провинцией было отделено от Сирии; наместником назначался обыкновенно преторианский легат императора.
Вывезенные в Италию и другие регионы иудейские пленники и вольноотпущенники стали одной из первых крупных волн еврейской миграции, положившей начало формированию «диаспоры» за пределами Иудеи.